# Rudgea viburnoides
Rudgea viburnoides är en måreväxtart som först beskrevs av Adelbert von Chamisso, och fick sitt nu gällande namn av George Bentham. Rudgea viburnoides ingår i släktet Rudgea och familjen måreväxter.

## Underarter
Arten delas in i följande underarter:
- R. v. megalocarpa
- R. v. viburnoides